# 物吉貞宗
物吉貞宗（ものよしさだむね）は、鎌倉時代後期から南北朝時代に作られたとされる日本刀（脇差 / 短刀）。日本の重要文化財に指定されており、愛知県名古屋市の徳川美術館が所蔵する。

## 概要
鎌倉時代末期から南北朝時代の刀工・正宗の弟子で子である貞宗によって作られた刀とされる。貞宗は通称を彦四郎といい、相模国鎌倉で活動していた刀工であり、作風は正宗に似ているが正宗より整っていて穏やかと評される。
物吉貞宗の名前の由来は、徳川家康が本作を帯刀して出陣すると必ず勝利したことから「物吉」と名付けられたとされている。由来を示す記述は資料によって表記が異なっており、尾張藩9代藩主の徳川宗睦が家臣である松平君山や久野彦八郎に調査・執筆させた『物吉記』には、百事吉祥と言うがのごとしと記されており、『続岩淵』には家康が本作を差料にしていると何事も思し召し通りになったからと表記されている。また、『享保名物帳』には切れ申すこと度々であったため、切れ味の良さから「物吉し」として名付けられたという記述があるが、『日本刀大百科事典』にて刀剣研究家である福永酔剣は脇差でたびたび切ったとは思えないとして、前述の2資料の表記の方が妥当であると評している。
本作は家康の愛刀であり、『三河戦記』にも戦場に本作を帯びて行ったと記されている。尾張藩初代藩主の徳川義直（よしなお）の母・相応院（お亀の方）は、家康の側室として家康晩年の駿府に居り、本作の重要性を目の当たりにしていた。そのため、家康没後は本作が義直に譲られるように奔走し、家康の遺品分与品である駿府御分物（すんぷおわけもの）とは異なる手順で尾張徳川家に譲られた。本来なら徳川将軍家にとっても重要な刀剣であるはずの本作が尾張へ伝わったため、尾張藩2代藩主の光友は、こちらには無いはずものなのに、不思議とこちらに伝わった、と言ったほどであった。
以降は尾張徳川家に伝来し続け、藩主が狩衣姿で脇差を差せない場合や徳川将軍家からお祓いや日光東照宮の御鏡を拝領する際に懐に本作を帯びていたとされる。また、道中では駕籠の中に入れて携帯し、藩主が隠居する際には必ず次代の藩主へ譲り渡すことになっていた。4代藩主の吉通の時代には、普段は刀箱の中に入れた状態で中御間の床の上に置かれており、火事の際には小姓が持ち出すことになっていた。幕末になると藩主お側にある刀箪笥の一の引出しへ入れられていた。なお、1654年（承応3年）9月3日に、本阿弥光温によって金百五十枚の折紙を極められている。
本作は明治維新以降も尾張徳川家に伝来し、1953年（昭和28年）11月14日付けで徳川黎明会の所有名義で重要文化財に指定される。指定名称は「短刀無銘貞宗(名物物吉貞宗)
」。

## 作風

### 刀身
刃長は33.0センチメートル、反りは0.6センチメートル。平造、三ツ棟。地鉄は小板目肌が詰み、地沸（じにえ）つき、地景入り、湯走りかかる。刃文は湾れ（のたれ）主体に小乱まじり、小沸よくつく。砂流し（すながし）、金筋（きんすじ）など刃中の働きが盛んである。帽子は、指表（さしおもて、刃を上に向けて左腰に差した際に外側になる面）は乱れ込んで返り、裏は乱れ込んで尖りごころに返る。地刃ともに優れ、正宗に匹敵する出来と評されている。指表には瑶珞（ようらく、仏像や寺院の内陣を飾る装飾）・素剣・鍬形・蓮華・梵字を彫り、指裏には、素剣・鍬形・蓮華・梵字が彫られている。茎（なかご、柄に収まる手に持つ部分）は無銘で、目釘穴は2つ。うち上1つは鉛で埋める。

### 外装・付属品
本作の外装として、徳川家康・義直所用の蝋色塗合口拵（ろいろぬりあいくちこしらえ）が付属する。鐔のない合口拵で、鞘を蝋色塗、柄を黒塗鮫とする
。目貫（めぬき、柄にある目釘穴を隠すための装飾品）は後藤祐乗の作とされている。目貫は龍が象られておりじっと見つめていると龍が瞬きするように見えたため、家康によって「瞬きの龍」と名付けられたとされる。
本作には刀箱2合（桐白木地刀箱、蝋色塗葵紋付刀箱）および刀袋2口（焦茶地雲鶴宝尽文金入錦刀袋、紺地鶴亀松竹橘宝尽文銀入錦刀袋）が付属する。蝋色塗の刀箱は尾張家8代徳川宗勝が作らせたものである。